# 사가라 요리히로
사가라 요리히로(相良 頼寛)는 히고국 히토요시번 2대 번주이다.

## 생애
게이초 5년 (1600년) 12월 13일, 초대 번주 사가라 요리후사의 장남으로 태어났다. 간에이 13년 (1636년), 아버지의 사망으로 가독을 승계했다. 간에이 14년 (1637년), 시마바라의 난에서는 스스로 에도에 참근하고 있었기 때문에 가신을 출진시켰다.
간에이 16년 (1639년), 요리히로는 아버지의 대부터 중신인 인도 요리모리를 "전횡의 선비"라며 막부에 고소했다. 이것에 의해, 요리모리는 막부에 소환되어, 오다와라번에 신변이 잠시 맡겨지게 되었다. 이 사이에는 에도 저택에서 고향으로 사신으로써 神瀬外記가 파견되었다. 파견된 사신이 전한 내용은, 요리모리의 양자 인도 요리마사를 계속해서 번사로 기용하라는 것이었다. 그러나, "오시모야시키(お下屋敷)"라고 불리는 요리모리의 저택에 불려간 外記는 요리마사 등에게 살해되었다. 이는, 요리마사가 양아버지의 신변을 걱정하였고, 이는 모략이라고 의심하였기 때문이라고 한다. 그리고 요리모리의 일족은 오시모야시키(お下屋敷)에서 농성해, 번병이 이것을 둘러싸고 전투가 벌어졌다. 결국, 요리모리의 일족 181명이 전원 전사하거나, 자살하였다. 그리고, 요리모리도 간에이 17년 (1640년), 막부의 조정으로 츠가루번으로 귀양갔다 (오시모의 난).
쇼호 2년 (1645년) 3월, 300석을 받는 상급번사 무라카미 아키타케가 일족을 초청해 선조 공양 법회를 지내던 중, 아키타케의 양자인 가쿠베에와 그의 친형 야나세 나가자에몬이 난입해, 일족 70여명을 참살한 사건이 일어난다. 직후에 가쿠베에와 나가자에몬은 자결했기 때문에, 사건의 자세한 내용은 현재까지도 밝혀지지 않았지만, 원인은 무라카미 아키타케에게 후계자가 없고, 후계자로서 가쿠베에를 양자로 맞이하려 했다. 그런데, 카쿠베의 생모의 신분이 낮았기 때문에, 아키타케의 아내가 양자 입양을 반대하며 남편에게 호소해, 아키타케도 양자 결연을 일시 중단했기 때문에 일어난 사건이라고 여겨진다 (무라카미 일족 살해 사건)
간분 4년 (1664년) 윤5월 7일, 장남 요리타카에게 가독을 물려주고 은거, 간분 7년 (1667년) 6월 29일에 향년 68세의 나이로 사망했다.

## 가족관계
- 아버지 : 사가라 요리후사 (1574 - 1636)
- 어머니 아키즈키 타네자네의 딸
- 정실 : 키즈루(亀鶴) -  묘쇼인(明窓院), 인도 요리모리의 딸
- 계실 : 묘코니(妙光尼) - 와시오 타카나오의 딸
- 측실 : 쥬코인(周光院) - 카타오카 마사히데의 딸
  - 장남 : 사가라 요리타카 (1641 - 1703)
- 측실 : 칸츠인(閑通院) - 시부야 시게하루의 딸
- 생모 불명
  - 장녀 : 於積 - 사가라 요리토미의 계실
  - 차남 : 사가라 요리토시

| 전임 사가라 요리후사 | 제2대 사가라씨 히토요시번주 1636년 - 1664년 | 후임 사가라 요리타카 |